# 2074
- Wikisource

| Calendário gregoriano                                                        | 2074 MMLXXIV                        |
| Ab urbe condita                                                              | 2827                                |
| Calendário arménio                                                           | 1524 – 1525                         |
| Calendário bahá'í                                                            | 230 – 231                           |
| Calendário budista                                                           | 2618                                |
| Calendário chinês                                                            | 4770 – 4771 Início a 27 de janeiro  |
| Calendário copta                                                             | 1790 – 1791                         |
| Calendário etíope                                                            | 2066 – 2067                         |
| Calendários hindus - Vikram Samvat - Calendário nacional indiano - Cáli Iuga | 2129 – 2130 1995 – 1996 5174 – 5175 |
| Calendário Holoceno                                                          | 12074                               |
| Calendário islâmico                                                          | 1497 – 1498                         |
| Calendário judaico                                                           | 5834 – 5835                         |
| Calendário persa                                                             | 1452 – 1453 Início a 20 de março    |
| Calendário rúnico                                                            | 2324                                |
| Calendário solar tailandês                                                   | 2617                                |

2074 (MMLXXIV, na numeração romana) será um ano comum do século XXI que começará numa segunda-feira, segundo o calendário gregoriano. A sua letra dominical será G. A terça-feira de Carnaval ocorrerá a 27 de fevereiro e o domingo de Páscoa a 15 de abril. Segundo o horóscopo chinês, será o ano do Cavalo, começando a 27 de janeiro.

| Evento                                                   | Data            | Hora  |
| -------------------------------------------------------- | --------------- | ----- |
| Aquário                                                  | 19 de janeiro   | 17:34 |
| Peixes                                                   | 18 de fevereiro | 07:32 |
| primavera no hemisfério norte e outono no hemisfério sul |                 |       |
| Carneiro/equinócio                                       | 20 de março     | 06:09 |
| Touro                                                    | 19 de abril     | 16:42 |
| Gémeos                                                   | 20 de maio      | 15:21 |
| verão no hemisfério norte e inverno no hemisfério Sul    |                 |       |
| Caranguejo/solstício                                     | 20 de junho     | 22:58 |
| Leão                                                     | 22 de julho     | 09:46 |
| Virgem                                                   | 22 de agosto    | 17:00 |
| Outono no Hemisfério Norte e Primavera no Hemisfério Sul |                 |       |
| Balança/equinócio                                        | 22 de setembro  | 15:04 |
| Escorpião                                                | 23 de outubro   | 00:56 |
| Sagitário                                                | 21 de novembro  | 22:58 |
| inverno no hemisfério norte e verão no hemisfério sul    |                 |       |
| Capricórnio/solstício                                    | 21 de dezembro  | 12:35 |

| UTC: Portugal Continental, Madeira, Guiné-Bissau e São Tomé e Príncipe Subtrair (-): 1 h nos Açores e Cabo Verde 2 h nas Ilhas oceânicas brasileiras 3 h em Brasília, em Goiás, na Amazônia Oriental Brasileira e no nordeste, sudeste e sul brasileiros 4 h na Amazônia Ocidental Brasileira, Mato Grosso e Mato Grosso do Sul 5 h no Acre e sudoeste do Amazonas Adicionar (+): 1 h em Angola e Guiné Equatorial 2 h em Moçambique 8 h em Macau 9 h em Timor-Leste. |
| Adicionar uma hora durante a vigência do horário de verão: Portugal Continental : De 25 de março a 28 de outubro de 2074 |

| Ano completo                         |
| ------------------------------------ |
| Ano comum com início à segunda-feira |

## Eventos esperados e previstos
- Ano do Cavalo, segundo o horóscopo chinês.

Janeiro
- 27 de janeiro - Eclipse solar anular[1]

Fevereiro
- 11 a 12 de fevereiro - Eclipse lunar penumbral[2]

Julho
- 8 a 9 de julho - Eclipse lunar penumbral[3]
- 24 de julho - Eclipse solar anular[4]

Agosto
- 6 a 7 de agosto - Eclipse lunar penumbral[5]